# Mudenkoppa, Ramdurg
Mudenkoppa là một làng thuộc tehsil Ramdurg, huyện Belgaum, bang Karnataka, Ấn Độ.